# Сычевка (Арсеньевский район)
Сычевка — деревня в Арсеньевском районе Тульской области России. 
В рамках административно-территориального устройства входит в Ясенковский сельский округ Арсеньевского района, в рамках организации местного самоуправления включается в Астаповское сельское поселение.

## География
Расположена в 8 км к востоку от райцентра, посёлка городского типа Арсеньево, и в 74 км к юго-западу от областного центра, города Тулы.

## Население
| 2002 | 2010 | 2014 | 2015 |
| ---- | ---- | ---- | ---- |
| 170  | ↘147 | ↗151 | ↗152 |